# Histoire de ma vie (Casanova)
Història de Jacques Casanova de la Seingalt veneciana, escrita per ell mateix a Dux, Bohèmia és el títol que li va donar l'autor, Giacomo Casanova.
El manuscrit, escrit en francés entre el 1789 i la seua mort, el 1798, restà amb la seua família durant més de 20 anys sense ser publicat. A partir del 1822, comprat per l'editor alemany Friedrich Arnold Brockhaus, el text, traduït a l'alemany, retraduït al francés, piratejat, reescrit i exporgat, fou objecte d'algunes edicions mediocres amb títols que oferien variacions sobre Memòries de Casanova, nom habitual amb què l'obra va ser coneguda durant molt de temps. L'any 1834, el seu contingut llibertí, considerat escandalós, feu que l'Església catòlica l'inclogués en el seu Índex de llibres prohibits, juntament amb totes les obres de l'autor. No va ser fins al 1960 que Brockhaus començà a publicar-ne una edició conforme al manuscrit de Casanova, amb el títol Histoire de ma vie.
El 18 de febrer del 2010, la Biblioteca Nacional de França va adquirir, gràcies al mecenatge, el manuscrit original, d'un membre de la família de Friedrich Arnold Brockhaus.
La història de la meva vida es considera un monument literari, tant per l'estil i el contingut eròtic, com per ser un testimoni especialment ric de la societat: Blaise Cendrars considera que "les Memòries de Casanova són l'autèntica Enciclopèdia del segle XVIII", i Francis Lacassin hi veu "... una obra que és al segle de Lluís XV el que són les Memòries de Saint-Simon al segle de Lluís XIV".

## Una novel·la viscuda
La vida de Casanova és una vertadera novel·la. Les seues Memòries narren les seues aventures per Europa, que també fou abat, soldat, historiador, antiquari, home de lletres, poeta, violinista, químic, mag, espia i fins i tot industrial. No hi ha dubte que sense el seu amor desenfrenat per l'aventura, la seua invencible inclinació a la vida lliure, la seua frivolitat i la seua presumpció, sovint subtil i enginyosa, Casanova no hauria estat capaç d'immortalitzar un nom considerat en la història de la ciència o la diplomàcia.
A Venècia, on va nàixer, el seu rostre agradable, les seues maneres fàcils, el seu discurs fàcil i persuasiu li van obrir cases i palaus aristocràtics. Hi rebé ordes menors del patriarca abans que les intrigues romàntiques el conduïssen a la seua expulsió del seminari. El tancaren a la presó al Fort Saint-André, d'on va eixir al cap d'uns dies. Instigat per sa mare, actriu de Varsòvia, que havia somniat per a ell grans funcions en l'Església, va anar a Nàpols, visità algunes ciutats i arribà a Roma, on va agradar immediatament al cardenal Acquaviva, al servei del qual entrà. Ben rebut per Benet XIV, semblava destinat a un futur brillant quan va caure sobtadament en desgràcia.
Deixant la sotana, es posa l'uniforme militar per entrar al servei de Venècia. Perd tots els diners en el joc i empenya les joies. Quan ix de permís cap a Istanbul, perd el passaport que havia rebut del cardenal en el camí; s'atura a Ancona i es va fer amic de les actrius que hi havia. Un dia cau entre soldats espanyols de l'exèrcit que ocupava el país i és fet presoner. Un cop fugit, s'embarca l'any 1745 cap a Istanbul, on coneix el famós Ahmad Paixà Bonneval i aviat torna a Venècia on deixa l'uniforme militar.
Arruïnat pel joc, agafa una feina de violinista al Teatre Saint-Samuel; salva la vida al senador de Bragadino quan, colpejat per l'apoplexia, es va sufocar sota una unció de mercuri ordenada per un metge. Guarit, el malalt rep a casa el seu salvador, a qui creu iniciat en les ciències ocultes. Adoptat i tractat com un fill, Casanova, enriquit, porta una vida de bogeria i desordre. Convocat davant tres tribunals alhora, fuig, i Verona, Milà, Màntua, Ferrara, Bolonya i Cesena esdevenen l'escenari de les seues gestes. Havent-se refugiat a Parma en companyia d'una jove francesa d'aire misteriós i romàntic, de la qual es veu obligat a separar-se a Ginebra, torna a Venècia on cerca els mitjans per a viure del joc. És llavors quan arriba a París, que aviat abandona per tornar a Venècia, on els inquisidors de l'estat el fan detenir i el tanquen a la famosa presó veneciana de Plombs el 1755. La història de la seua fugida es va publicar a part, la Història de la meua fugida de les presons de la República de Venècia, anomenada els Plombs, Praga, 1788.

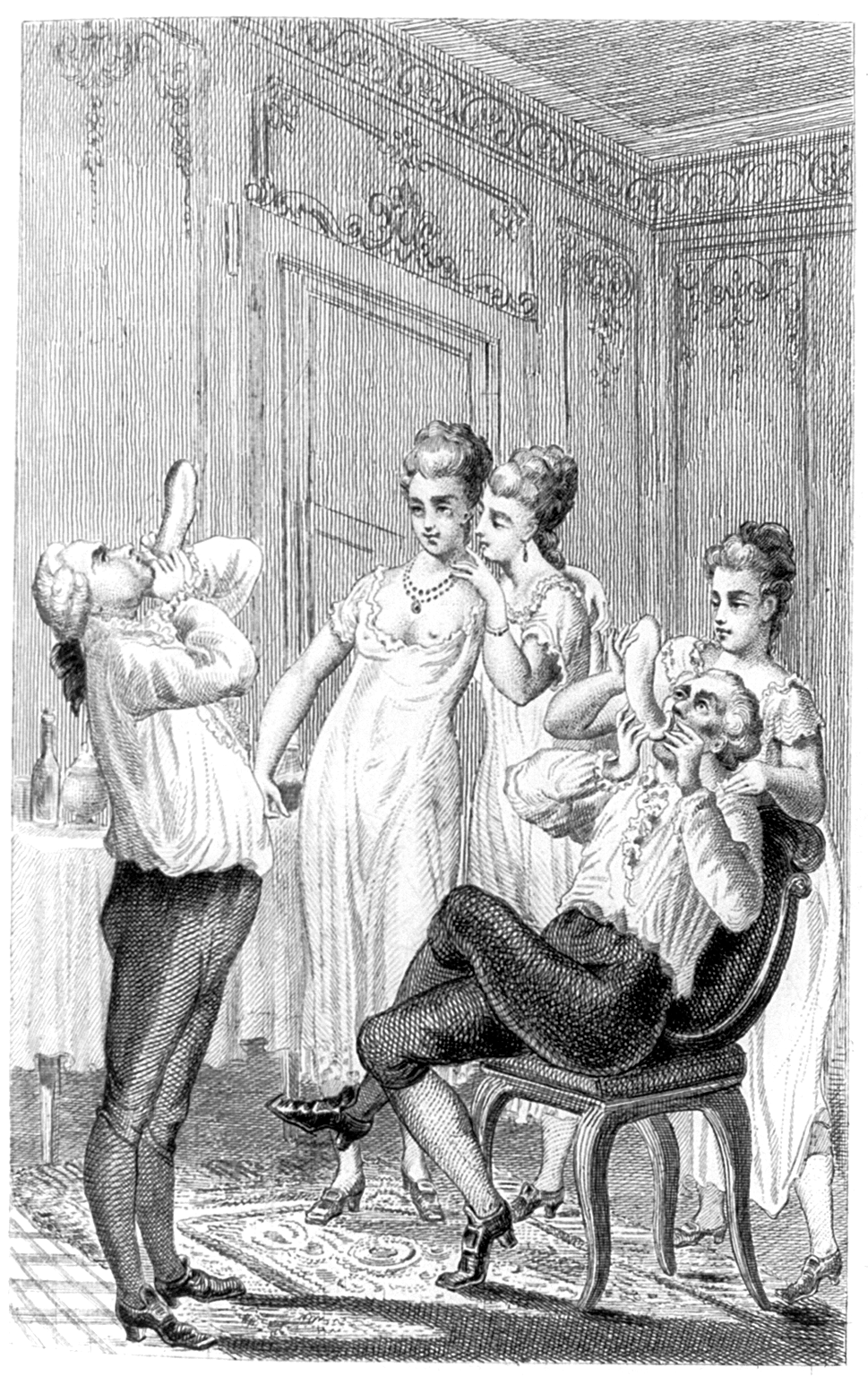
Casanova [esquerra] i la levita anglesa (preservatiu), gravat que il·lustra l'edició de Rozez del 1872 de les Memòries

Arribat a París l'any 1757, el seu entusiasme, el seu enginy, el seu do de gents i el seu bon humor l'introdueixen en l'alta societat. Es va posar en contacte amb Richelieu, Crébillon, Voisenon, Fontenelle, Favart, Rousseau, etc. Rebut per la supersticiosa duquessa de Chartres, practica amb ella una forma personal de la guematria de la càbala, com si fos un oracle particular.
El cardenal de Bernis, a qui havia conegut com a ambaixador a Venècia, després d'haver parlat d'ell amb el duc de Choiseul com un home experimentat, un expert en finances, convenç Joseph Pâris Duverney que havia inventat un admirable pla de loteria. Va convéncer tothom, inclòs Jean le Rond d'Alembert, que hi fou implicat com a expert en matemàtiques, i va obtenir una pensió de quatre mil francs pels ingressos de la loteria. Guanya cinc-cents lluïsos de recompensa per una missió secreta per visitar deu vaixells de guerra al port de Dunkerque. A casa de la marquesa d'Urfé, a qui va explotar per crèdula, conegué l'aventurer comte de Saint-Germain, de qui sospitava per prestidigitador i impostor.
Casanova rep una important missió de Choiseul entre els comerciants d'Amsterdam i, al seu retorn, duu una vida regalada en una vila magníficament moblada, amb cavalls, carruatges i lacais. Recorrent, després de perdre els seus protectors, a la indústria de la impremta de la seda, una fallida espectacular el tanca a la presó de For-l'Évêque, d'on només escapa gràcies a la marquesa d'Urfé. Al desembre del 1759, marxa de París a Holanda, on es troba amb el comte de Saint-Germain. Passa per Alemanya, arriba a Colònia on l'elector el rep; i marxa a Stuttgart, on és perseguit per un afer, i s'atura a Zúric, on va tenir la idea de fer-se monjo abans que una història d'amor trasbalsàs la seua decisió.
Sojorna un temps a Solothurn, i s'hi fa amic del Sr. de Chavigny, ambaixador francés, passa per Basilea, Berna, i s'està tres dies amb el famós Albrecht von Haller a Roche. Passant per Lausana, arriba a Ginebra el 1760. Es presenta a Voltaire i se'n va a Savoia abans que les relacions amoroses el deturen a Èx-los-Bens. Visita Grenoble, Avinyó, Niça, després Gènova, on es va interpretar la traducció que havia fet de l'Écossaise de Voltaire. Arriba a Roma, de la qual marxa immediatament cap a Nàpols, després a Florència, d'on és expulsat per ordre del Gran Duc. També l'expulsen de Mòdena; marxa cap a Torí abans d'acabar a París, d'on un duel l'obliga a marxar. A Augsburg, el batle li pregunta pel nom "Seingalt", i això li fa pensar que era una bona idea allargar-se el nom per donar-se aires de cavaller. De tornada a França, explica el seu engany a la ingènua marquesa d'Urfé.
A Londres, coneix Charles d'Éon i el rei Jordi III. Arribat a Berlín, freqüenta Frederic el Gran, que l'anava a nomenar governador de l'Escola de Cadets quan de sobte marxa a Sant Petersburg, on va tenir algunes entrevistes amb Caterina II. A Varsòvia, Estanislau I li dona una càlida benvinguda i dos-cents ducats; però, insultat pel general de la corona, Branicki, lluiten en duel, i són ferits tots dos. L'ordenen marxar de Varsòvia. El rei li dona mil ducats per pagar-li els deutes. Marxa a Dresden, i aviat a Viena, on es fa amic de l'abat Pietro Metastasio i de La Pérouse; la policia, però, li ordena que abandone la ciutat immediatament.
Tornat a París, s'involucra en una baralla que li val l'ordre de marxar en vint-i-quatre hores i se'n va cap a l'estat espanyol, amb cartes per al comte d'Aranda. Després de noves intrigues galants i tràgiques, l'empresonen a Madrid, però aviat se'n va a Barcelona, on estigué tancat quaranta-tres dies a la ciutadella. Ho aprofita per a escriure una refutació de la Història de Venècia d'Amelot de la Houssaie. El darrer dia del 1768 va cap a Aix, on es troba amb el marqués d'Argens i Cagliostro. Tornant cap a Roma, es retroba amb el cardenal de Bernis abans de traslladar-se a Nàpols i Bolonya. Es detura dos mesos a Ancona i s'estableix a Trieste, on rep quatre-cents ducats de la República de Venècia per un petit servei prestat. Reconciliat amb el govern, torna per darrera vegada a la seua terra, però no hi resta gaire: la vintena de cartes de Casanova després de les seues Memòries ens diuen que va passar uns mesos més a París l'any 1785, data en què acaba el seu manuscrit.

## Edicions
La història del manuscrit i les edicions de les Memòries és quasi tan rica com la vida de l'autor. Durant un segle, Casanova només era a l'abast a les llibreries per a la majoria dels lectors francesos en els textos manipulats de Laforgue (de Garnier) i Laforgue-Busoni (de Flammarion), amb el títol Mémoires de J. Casanova de Seingalt. El 1960, la publicació del text autèntic amb el títol original Histoire de ma vie cancel·là les pseudoedicions anteriors, tot i que es van continuar publicant; Francis Lacassin comentava el 1993: "Hui, qualsevol edició de Casanova que es faça sense recórrer als papers que va deixar al petit castell bohemi on va morir no seria sinó una edició Kleenex per llençar després d'un ràpid ús higiènic. En Boudu Saved from the Waters, un clàssic del cinema, Jean Renoir mostra Boudu escopint entre les pàgines d'un exemplar de Les Fleurs du mal. El mateix podria fer hui en les anomenades edicions de les Memòries de Casanova que en realitat són samfaina".

### El manuscrit original (1789-1798)
Casanova escrigué les Memòries en francés al castell de Duchcov, on va tenir la prebenda  de bibliotecari del comte Waldstein (Joseph-Karl Emmanuel de Valdštejn) durant els darrers tretze anys de la seua vida. L'abril del 1789, una malaltia l'obliga al repòs absolut i, a proposta del seu metge, comença a escriure les Memòries per distraure's.
- Del 1789 al 1793, escriu una primera versió del manuscrit. Desanimat i cansat, Casanova prefereix aturar-se abans d'arribar a la data del seu cinquanté aniversari[8] i deixa que la història s'ature bruscament al final d'un capítol del 1774. El "primer manuscrit" es titula Història de la meua existència.
- Del 1794 al 1798, en produeix una segona versió. És el que va conéixer Charles-Joseph de Ligne, que li va demanar amablement les Memòries. Ara Casanova té previst ampliar-les i publicar-les, però comença revisant i endreçant el manuscrit. La malaltia i la mort interrompen aquest treball abans d'haver acabat de revisar la darrera part, que va romandre en l'estat sense polir de la primera versió. D'aquest "segon manuscrit», de 3.700 pàgines en infoli (o segons la impressora 900 fulls dobles, quatre pàgines), el seu prefaci es titula Història de la meua vida fins a l'any 1797 i el seu primer capítol Història de Jacques Casanova de Seingalt, venecià, escrit per ell mateix a Dux, a Bohèmia. El seu nebot, Carlo Angiolini, que arribà de Dresden per tenir-ne cura, s'emportà amb ell alguns manuscrits, incloses les 3.700 pàgines d'Història de la meua vida.[9]

### La traducció de Schütz (1822-1828)
El voluminós manuscrit passà de mà en mà dins la família Angiolini fins que el comercialitzaren a la fi del 1820 i el comprà el gener del 1821 l'editor alemany Friedrich Arnold Brockhaus de Leipzig. La primera publicació fou una traducció a l'alemany força fidel (la primera meitat de Wilhelm von Schütz, la segona d'un traductor desconegut), censurada, però, per a adaptar-la als gustos de l'època. L'"Edició Schütz", a compte de Brockhaus, en 12 volums en octau, titulat De les memòries del venecià Jacob Casanova de Seingalt, o la seua vida, com és a Dux de Bohèmia sense escriure. Editat segons el manuscrit original per Wilhelm von Schütz.

### La retraducció de Tournachon-Molin (1825-1829)
L'èxit de l'edició alemanya dugué a una edició pirata, sense accés al manuscrit original. La primera edició pseudofrancesa és una retraducció al francés de la traducció alemanya de Schütz (la primera meitat d'un tal Jung, la segona d'Aubert de Vitry), amb un text molt inexacte i descurat. L'"Edició Tournachon-Molin", en representació de l'editor parisenc Tournachon i l'impressor Molin, en 14 volums, es titulà Mémoires du Vénitien J. Casanova de Seingalt, extraits de ses manuscrits originaux publiés en Allemagne par G. de Schütz.

### L'adaptació de Laforgue (1826-1838)
Davant d'aquesta pirateria, Brockhaus decideix fer-ne la seua pròpia edició. La primera veritable edició francesa del manuscrit original fou "arranjada" per Jean Laforgue, que va esmenar els italianismes i la reescrigué; la va censurar segons la moral de l'època, i també retallà o afegí passatges per disminuir les tendències cristianes o de l'Antic Règim de l'autor. Finalment, quatre capítols del manuscrit no els donaren a l'editor. Realitzada entre el 1825 i el 1831, les dificultats amb la censura van frenar la publicació dels volums, sobretot després de la seua inclusió a l'Índex vaticà el 1834 (dos el 1826, dos el 1827, quatre el 1832, quatre el 1838). L'"Edició Laforgue" o "edició original de Leipzig" és en nom de Brockhaus, en 12 volums, titulats Memoires de J. Casanova de Seingalt écrits par lui-même. per ell mateix. Ne quidquam sapit qui sibi non sapit. Édition originale.
- La reedició de Garnier (1880, reimpresa). Una reedició popular i econòmica, reimpresa constantment per Garnier Frères, en 8 volums, titulada Mémoires de J. Casanova de Seingalt écrits par lui-même; suivis de Fragments des mémoires du Prince de Ligne. Nouv. éd. collationée sur l’édition originale de Leipsick [sic].
- La réédition de la Sirène (1924-1935). Una reedició de qualitat amb un gran aparat crític, notes i repertori, anotacions de les diferències extretes de Schütz i Busoni. L'edició de la Sirène, en 12 volums, titulada Mémoires de J. Casanova de Seingalt écrits par lui-même. Édition nouvelle publiée sous la direction de Raoul Vèze, d’après le texte de l’édition princeps Leipzig-Bruxelles-Paris (1826-1838).
- La reedició de la Pléiade (1958-1960). Una acurada reedició, de Robert Abirached, amb un gran aparat crític (tot i que els especialistes prefereixen el de la Sirène), i destaca per ser una de les rares Pléiade que cal evitar perquè es basa en un text fals i obsolet. Publicat per Gallimard, en 3 volums, titulat simplement Jacques Casanova - Mémoires.

### La falsificació de Busoni (1833-1837)
L'èxit de l'edició Laforgue donà lloc a una nova edició pirata a França. Primer es tracta d'una còpia dels vuit primers volums de l'edició de Laforgue apareguts aleshores, però a mesura que passen els anys sense veure's publicats els darrers quatre volums de Laforgue, retardats per la censura, l'editorial encarrega al periodista Philippe Busoni que els faça; aquest substitueix els quatre volums desapareguts per dos volums de la seua pròpia escriptura que són versions condensades de la retraducció de Tournachon-Molin, amb l'afegit d'episodis propis inèdits que se suposa que faran que siga "l'únic complet". L'"Edició Busoni" era de l'editor parisenc Paulin, en 10 volums, titulada Mémoires de J. Casanova de Seingalt, écrits par lui-même. Ne quidquam sapit qui sibi non sapit. Édition originale, la seule complète.
- La reedició de Rozez (1860, reimpresa almenys fins al 1887). Una reedició compacta molt popular. Anomenada "Edició Rozez" o "Edició Paulin-Rozez"(A vegades "Edició Paulin-Rosez", sic), per encàrrec del llibreter-editor Jean-Baptiste Rozez de Brussel·les, en 6 volums, també titulats Mémoires de Jacques Casanova de Seingalt, écrits par lui-même. Nequidquam sapit qui sibi non sapit. Édition originale, la seule complète.
- La reedició de Flammarion (1871-1872, reimpresa des del 1900). Una reedició popular i econòmica. Constantment reeditada per la llibreria parisenca Ernest Flammarion, en 6 volums, titulats Mémoires de Jacques Casanova de Seingalt, écrits par lui-même. Nequidquam sapit qui sibi non sapit. Édition originale, la seule complète.

### Les obres completes de Brockhaus-Plon (1960-1962)
El manuscrit originari va romandre ocult durant un temps considerable perquè la casa Brockhaus ja no volia ser piratejada, mentre que successives guerres i crisis econòmiques n'ajornaren els projectes fins a la fi dels anys cinquanta. Aquesta és la primera edició del text autèntic de Casanova, en una versió gairebé completa (els quatre capítols perduts són substituïts per la versió de Laforgue, anotada amb detalls donats per la versió de Schütz) "d'acord amb el manuscrit original" en el seu estat actual (amb una modernització superficial de l'ortografia dels noms comuns), i enriquit amb notes, comentaris sobre els estats i parts ratllades o modificades del manuscrit, i un índex. L'"Edició Brockhaus-Plon", pertany a les editorials Brockhaus i Plon, en 12 volums, titulat Jacques Casanova de Seingalt Vénitien - Histoire de ma vie. Édition intégrale, anotació i índex d'Arthur Hübscher (1897-1985), eminent especialista universitari de Schopenhauer, i la seua dona Angelika, basat en «les obres deixades a la seua mort l'any 1956 per Lothar Tobias" (E. Henriot, pròleg a l'ed. Club Français du livre).
Una edició del mateix text, amb el mateix títol, es publicà després pel Club del Llibre Francés els 1966-1967 en 12 petits volums de la col·lecció Privilège enquadernats en cuir, amb un prefaci d'Émile Henriot.
- Reedició dels Bouquins (1993, reeditat el 1999). Esdevinguda l'edició francesa de referència, és una reedició del Brockhaus-Plon i les seues notes, enriquida amb les famoses notes i repertoris de l'edició de la Sirène, amb desenes de textos inèdits dels arxius de Casanova, i actualitzat amb els últims descobriments de Casanova. Publicat per edicions Robert Laffont, en 12 volums en 3 toms, titulat Jacques Casanova de Seingalt - Histoire de ma vie. Texte intégral du manuscrit original, suivi de textes inédits. Édition présentée et établie par Francis Lacassin. ISBN 2-221-06520-4 OCLC 30477736.

- La col·lecció La Pléiade, de les edicions Gallimard, ofereix una nova edició d'acord amb el manuscrit original, titulada Casanova, Histoire de ma vie, en tres volums publicats successivament els anys 2013, 2014 i 2015. Conserva la maquetació, la puntuació i els italianismes de l'autor. S'estableix sota la direcció de Gérard Lahouati i Marie-Françoise Luna, amb la col·laboració de Furio Luccichenti i Helmut Watzlawick. Conté dos pròlegs, l'un escrit per Gérard Lahouati, titulat "Un espill màgic", l'altre escrit per Marie-Françoise Luna, titulat "L'altre Casanova: mestres, ecos, veus". Aquesta edició està enriquida amb notes a peu de pàgina que proporcionen la "traducció" de paraules o passatges que poden crear dificultats, la versió francesa de les cites llatines (o altres) inserides en el text i els principals penediments de Casanova, que testimonien la seua tasca com a escriptor i a voltes revelen la profunditat del seu pensament, així com una rica nota final. ISBN 978-2070148424 (ISBN <span class="nowrap">978-2070148424</span>).

- Nova edició Bouquins (2013-2018). Per a oferir una edició completa i de qualitat però menys costosa que la de la Pléiade, les edicions de Robert Laffont han encarregat a dos acadèmics més, especialistes en literatura del segle XVIII, la tasca de, Jean-Christophe Igalens i Érik Leborgne, una nova versió en tres volums: Casanova, Histoire de ma vie: édition établie par Jean-Christophe Igalens et Érik Leborgne, París: Robert Laffont, 2013-2018 (Bouquins), 3 volums.[11] Les mateixes editorials han publicat en la mateixa col·lecció altres textos de Casanova, que completen les seues memòries: D'une plume indocile: essais de philosophie, de morale et de littérature. París: Bouquins, 2024.

## Comentari
La moral, els fets i els gestos d'aquest Gil Blas del segle XVIII en carn i ossos, com s'anomenava, probablement ja no estaven d'acord amb els principis del segle que van veure la publicació. A tot arreu i sempre, el seu caprici preval sobre tota consideració sàvia. Sacrificaria la felicitat eterna per la satisfacció d'un caprici o d'un plaer passatger i es llança a tota mena d'aventures, cercant el plaer per tot arreu, acomodant-se a totes les situacions, a vegades lliurat a expedients, però sense cap neguit per l'endemà, a vegades repartint diners com un gran senyor, poc delicat en els mitjans d'aconseguir recursos, a vegades, gràcies al joc que li és favorable per omplir la bossa de sobte.
Tot i el cinisme de la seua moral, i massa sovint la cruesa del seu llenguatge, mentre narra les seues escapades boges, els seus amors fugaços, les seues aventures tèrboles, Casanova obri perspectives inesperades sobre la civilització del seu temps. Si no diu ni un mot de Nàpols, quasi res de la mateixa Roma, pinta un quadre acolorit dels costums de Londres, París, França, Lluís XV, Itàlia i sobretot de la seua Venècia nadiua, aquesta ciutat on res és més rar que les ruptures violentes, els cops de cap, les passions salvatges, els drames espectaculars i on es cerca sobretot el plaer, on regna el lliure pensament. La corrupció s'exhibeix sense vergonya enmig de la més refinada elegància i la passió es mostra sense vel.

## Traduccions
En la seua versió censurada, Casanova es publicà en més de 20 idiomes i 400 edicions, però s'ha llegit més sovint en francés, alemany i anglés.